# Casamento por procuração

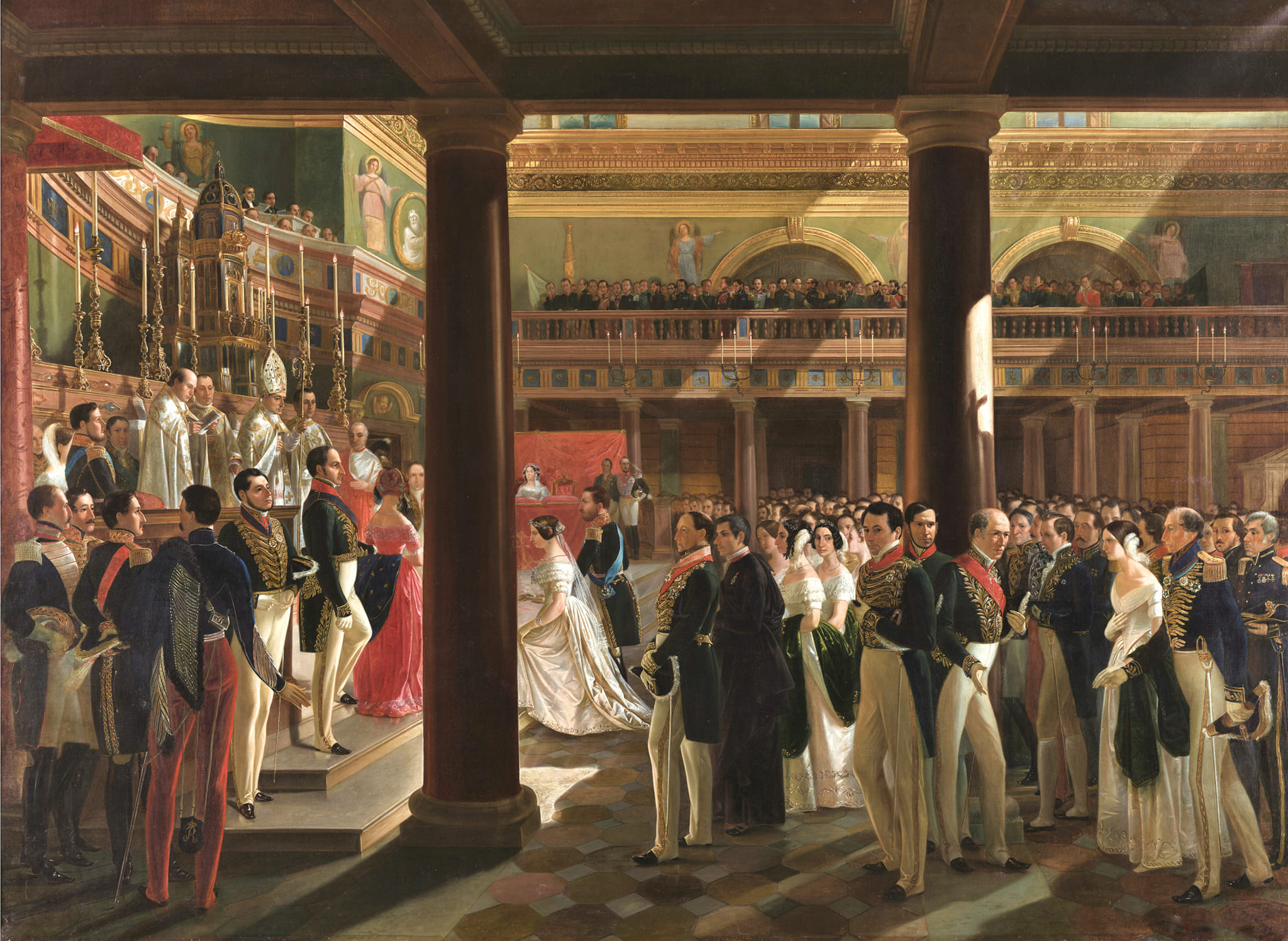
Casamento por procuração da princesa Teresa Cristna das Duas Sicílias com o imperador D. Pedro II do Brasil. O noivo foi representado pelo irmão da noiva, o príncipe Leopoldo, Conde de Siracusa.

Um casamento por procuração (ou bodas por procuração) é um tipo de matrimônio em que um ou ambos os indivíduos que estão sendo unidos não está fisicamente presente, geralmente representado em vez por outra pessoa, nomeada e qualificada. Se ambos os parceiros estão ausentes ocorre um casamento por procuração dupla, devendo nomear procuradores diversos. Já que a procuração é outorgada para o mandatário receber, em nome do outorgante, o outro contratante, deduz-se que ambos não podem nomear o mesmo procurador, haja vista, também, que há a obrigação legal de cada procurador atuar em prol dos interesses de seu constituinte. 
O casamento poderá ser celebrado por procuração, desde que haja instrumento público com poderes especiais para tanto, a eficácia do mandato não ultrapassará 90 dias da sua celebração (art. 1.542, § 3.º). Eventualmente, se o mandante quiser revogar o mandato, a revogação não necessita chegar ao conhecimento do mandatário (art. 1.542, § 1.º, do CC). Ressalte-se que somente é possível revogar o mandato para o casamento por meio de instrumento público (art. 1.542, § 4.º). Exemplificando, Guilherme (mandante) pode outorgar poderes para Tarso (mandatário) casar-se com Antônia (outra nubente), já que irá viajar para o exterior, por um longo período. Se Guilherme (mandante) quiser revogar o mandato, a revogação não necessita chegar ao reconhecimento do mandatário.
Celebrado o casamento sem que o mandatário ou o outro contraente tivessem ciência da revogação anterior, responderá o mandante por perdas e danos perante o eventual prejudicado, caso do outro nubente. Estão incluídas as despesas materiais com a celebração do casamento.Não se exige diversidade de sexos quando da celebração, eis que o mandatário age em nome do mandante. Podendo ser outorgada tanto o homem como a mulher para representar qualquer um dos nubentes.
 Geralmente o casamento por procuração é recorrido quando um casal deseja estar unido, mas um ou ambos os parceiros não podem comparecer à cerimônia por razões tais como o serviço militar, prisão, ou restrições de viagem; ou quando um casal vive em um país em que ambos não podem casar legalmente.
Os casamentos por procuração não são reconhecidos como juridicamente vinculativos na maioria das jurisdições: ambas as partes devem estar presentes. Um casamento por procuração pode ser contratado em outro lugar reconhecido onde o casamento por procuração dentro da jurisdição não é permitido; por exemplo, Israel reconhece os casamentos separados no exterior entre israelenses que não podem se casar no país.

## História

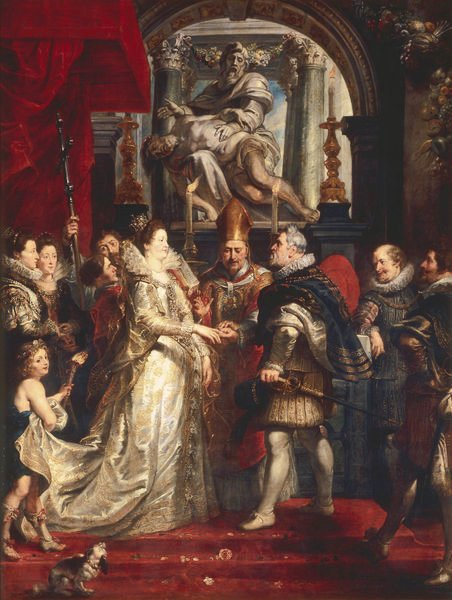
O casamento por procuração de Maria de Médici com o rei Henrique IV de Peter Paul Rubens (1622-1625)

Monarcas europeus e membros da nobreza, por vezes, se casaram através de procuração na Idade Média e no início da Idade Moderna. Um exemplo bem conhecido envolve o casamento de Napoleão I da França com a arquiduquesa austríaca Maria Luísa em 1810. Outro exemplo famoso é o casamento de Maria, Rainha da Hungria com Luís I, duque de Orléans em 1385. Catarina de Aragão casou o Príncipe Artur por procuração, em 1499. Uma famosa pintura do século XVII de Peter Paul Rubens retrata o casamento por procuração de Maria de Médici em 1600.
Desde 2015, diversos sites da internet oferecem matrimônio por procuração e casamento por procuração dupla através de uma taxa, embora o serviço geralmente pode ser configurado por qualquer advogado em uma jurisdição que oferece casamento por procuração. A videoconferência permite que os casais possam assistir a cerimônia juntos. Um "casamento exclusivo no espaço" aconteceu em 10 de agosto de 2003, quando Ekaterina Dmitriev se casou coma Yuri Malenchenko, um cosmonauta da Estação Espacial Internacional na órbita da Terra, através de procuração, no Texas, Estados Unidos.

## Legalidade
Nos Estados Unidos, os casamentos por procuração estão previstas em lei ou por prática habitual no Texas, Colorado, Kansas, Montana, e Alabama. Destes, Montana é o único estado que permite o casamento por procuração dupla. O matrimônio por procuração é ilegal em todos os outros estados norte-americanos. No entanto, embora nem todos os Estados reconheçam plenamente o casamentos por procuração, a jurisprudência dita que os Estados reconheçam, pelo menos, uma união estável.
Durante o início da década de 1900, os casamentos por procuração nos Estados Unidos aumentaram significativamente quando muitas imagens de noivas japonesas chegaram em Angel Island, na Califórnia. Desde o início do século XX, tem sido mais utilizada no país para casamentos em que um dos parceiros é membro das forças armadas em exercício. Na Califórnia, o casamento por procuração está disponível apenas para soldados mobilizados; em Montana, está disponível se um dos parceiros está no serviço militar ativo ou é residente do estado.
Ambos México e Paraguai oferecem casamentos por procuração através de uma taxa. Esse tipo de casamento através do consulado do Paraguai em Tel Aviv é reconhecidos pela lei israelense. A Itália permite casamentos por procuração para soldados italianos em tempos de guerra.
O direito canônico católico também permite o matrimônio por procuração.